# Zé Pereira

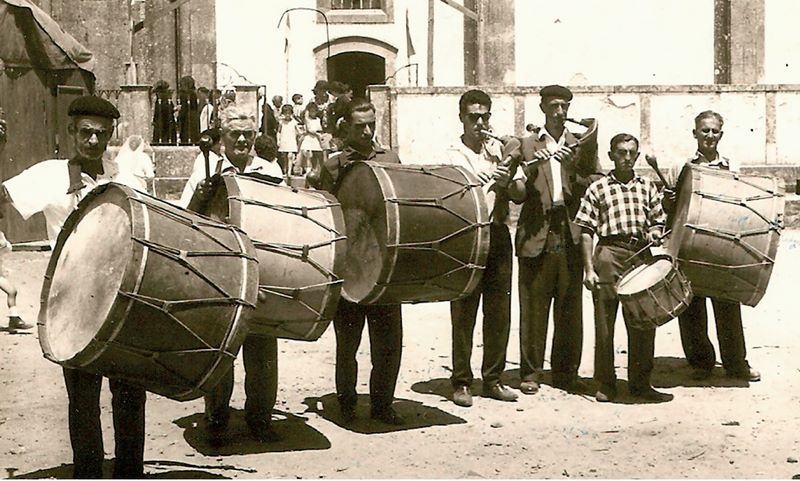
Zés-pereiras do Baixo Minho

Zé Pereira é uma forma de diversão carnavalesca caracterizada por um ou vários foliões tocando bombos e desfilando em parada, existe todo um mistério sobre Zé Pereira, a noite dá o ar misterioso e macabro, sendo vinculado a morte. 

## No Brasil
A constatação da existência de uma diversão carnavalesca conhecida como Zé Pereira em Portugal do século XIX parece apontar para a forte influência lusitana no surgimento da brincadeira no carnaval carioca. Há uma errônea, mas infelizmente consagrada versão, que atribui a "invenção" do Zé-Pereira a um português de nome José Nogueira de Azevedo Paredes, comerciante estabelecido no Rio de Janeiro em meados do século XIX. Divulgada na maioria dos livros sobre carnaval, essa versão acabou ocultando toda uma série de influências que contribuíram para o surgimento dessa curiosa categoria carnavalesca. As raras referências sobre a tema na literatura carnavalesca são bastante desencontradas. Estas apontam o "surgimento" do Zé Pereira em 1846 (Moraes, 1987), em 1852 (Edmundo, 1987) ou em 1846, 1848 e 1850 (Araújo, 2000).
A principal razão dessa discrepância é o fato de que a categoria "Zé Pereira" só se fixaria anos mais tarde. Na segunda metade do século XIX, o termo era usado para qualquer tipo de bagunça carnavalesca acompanhada de zabumbas e tambores, semelhantes ao que chamaríamos hoje de bloco de sujo. Ferreira (2005) e Cunha (2002) abordaram o tema com profundidade destacando a multiplicidade de forma e conceitos que podiam envolver as diversas brincadeiras chamadas genericamente de Zé Pereira. 
Um momento importante na fixação da brincadeira no imaginário da folia carioca seria a encenação, em 1869, de uma burleta carnavalesca intitulada O Zé Pereira carnavalesco. O sucesso da apresentação — uma espécie de adaptação livre da peça Les pompiers de Nanterre (Os bombeiros de Nanterre) — deveu-se, principalmente, à versão para o português da música-tema francesa que se transformaria num verdadeiro hino carnavalesco, sendo tocado até hoje:
E viva o Zé Pereira.
Pois a ninguém faz mal
E viva a bebedeira
Nos dias de Carnaval
A partir daí o conceito da brincadeira do Zé Pereira iria adquirir feições tipicamente brasileiras (e cariocas) associando-se à alegria característica das ruas da folia no Rio de Janeiro. O passo seguinte seria a "oficialização" do Zé Pereira através do estabelecimento de sua genealogia e de sua morfologia resumidas na obra de Moraes (1987).
Uma curiosidade: na cidade de Ouro Preto, no estado de Minas Gerais, e  no período do Carnaval, pode-se assistir, ainda hoje, ao desfile de Zé-Pereiras, em forma muito semelhante à tradição portuguesa. 
O mesmo ocorre no Ribeirão da Ilha, em Florianópolis, Santa Catarina, que desde o final do século XIX conta com o desfile carros alegóricos e foliões fantasiados embalados por sambas e marchinhas. Na década de 50 o banho à fantasia se tornou uma marca da festa, que passou a se chamar Zé Pereira ou Carnaval Toca N’água.

### Corso de Teresina
O tradicional Corso do Zé Pereira reúne uma gigantesca carreata pré carnavalesca na cidade de Teresina (Piauí) com carros enfeitados e foliões fantasiados e que cresce a cada ano, atraindo gente de vários estados do Brasil. É a maior manifestação popular da capital piauiense e o maior corso do mundo — título oficializado em fevereiro de 2012 pelo Guinness Book.

## Em Portugal
Os grupos chamados "Zés-Pereiras" são característicos das festas e romarias do Norte de Portugal com maior incidência para o Entre Douro e Minho. Estes grupos desfilam pelas ruas tocando instrumentos de percussão — caixas de rufo, timbalões e bombos; assim como aerofones melódicos: pífaros e gaita de fole, por vezes, acompanhados de gigantones e cabeçudos. Recentemente a concertina, instrumento de grande expressão no Minho, tem sido introduzida nestes conjuntos.